# Sudarat Chucheun
Sudarat Chucheun , née le 19 juin 1997, est une footballeuse internationale thaïlandaise évoluant au poste de milieu de terrain. En 2019, elle joue pour le club thaïlandais de Sisaket et en équipe nationale thaïlandaise.

## Biographie
Le 4 mars 2019, Sudarat Chucheun débute en sélection lors du Tournoi de Chypre, contre l'Italie (défaite 4 buts à 1).
Sudarat Chucheun fait ensuite partie des 23 joueuses thaïlandaises retenues pour disputer la Coupe du monde 2019 organisée en France.